# Dieptebom

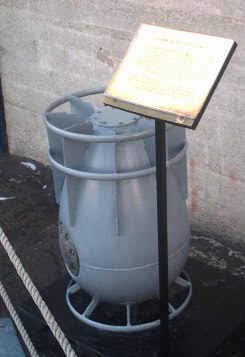
Een dieptebom, die gebruikt werd door de U.S. Navy.

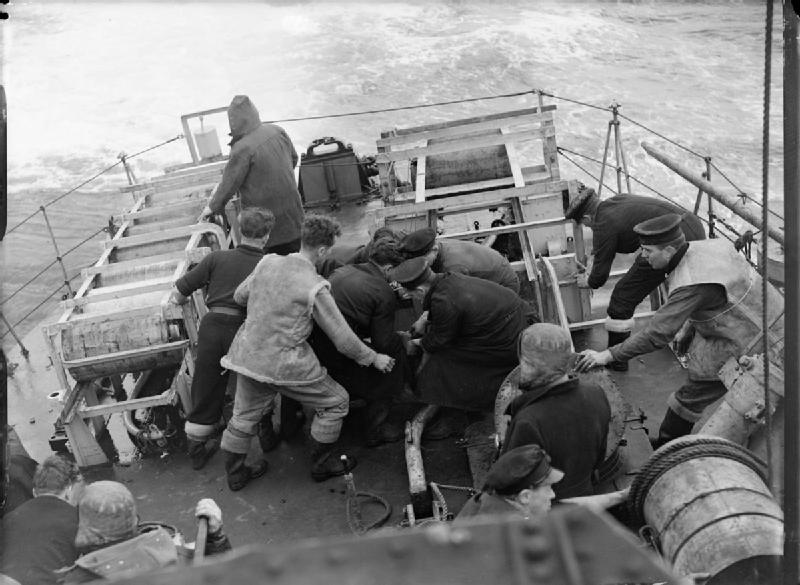
Dieptebommen op het achterdek.

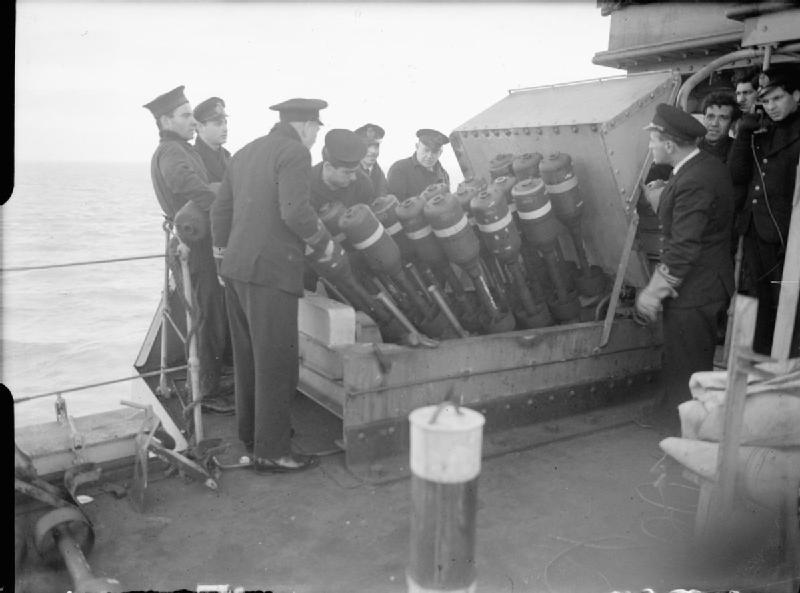
Een hegdehog op een Grieks marineschip.

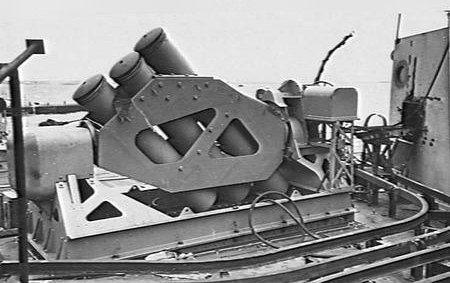
De Squide is een mortier voor dieptebommen.

Een dieptebom is een wapen dat ingezet wordt tegen onderzeeboten. Het bestaat meestal uit een cilindervormig explosief, gecombineerd met een ontsteking die gebouwd is om op een bepaalde diepte onder water af te gaan. De schokgolf die het resultaat is van de ontploffing onder water, moet de aangevallen duikboot als het ware "kraken", waardoor deze zodanig beschadigd wordt dat hij gedwongen wordt boven water te komen, dan wel zinkt.

## Werking
De introductie van de onderzeeboot leidde tot de ontwikkeling van wapens om deze te bestrijden. Van de Anti Submarine Weapons (ASW) was de dieptebom de eerste uitvinding. Herbert Taylor, in dienst bij de Royal Navy wordt gezien als de uitvinder van dit wapen. Het waren vaten gevuld met explosieven. De vaten hadden een klok of dieptemeter die van tevoren ingesteld konden worden. Na verloop van tijd, afhankelijk van de snelheid waarmee de dieptebom zonk, of op de ingestelde diepte kwam de bom tot ontploffing. De schokgolf die dit teweeg bracht leidde tot schade aan de onderzeeboot waardoor deze zonk of gedwongen werd naar de oppervlakte te komen.
De dieptebom is een passief wapen, eenmaal in het water verandert het niet van richting en gaat niet actief op zoek naar de positie van de onderzeeboot. De bom moet ook in de directe nabijheid van de onderzeeboot tot ontploffing komen om effectief te zijn. 

## Lanceerinrichtingen
Dieptebommen kunnen worden gebruikt vanaf oppervlakteschepen en later ook vanuit vliegtuigen. In beide wereldoorlogen was de standaardpraktijk dat dieptebommen van het achterdek of over de zijkant van het schip in het water werden gerold. Wil de aanval effectief zijn dan was het noodzaak dat het schip recht boven de onderzeeboot voer op het moment dat de bommen vallen.
Om de trefkans te vergroten werden lanceerinrichtingen ontwikkeld waarmee de bommen verder van het schip in het water terecht kwamen. In 1917 experimenteerde de Britse marine hiermee, maar met weinig succes. Aan het begin van de Tweede Wereldoorlog ging men verder met de ontwikkeling maar dit leidde pas in medio 1944 tot een werkbare oplossing met de Hedgehog en Squid. De Squid werd tot in de jaren tachtig gebruikt waarna de ASW torpedo het meest belangrijke wapens werd in de bestrijding van onderzeeboten.
In de periode van januari 1943 tot mei 1945 hebben Britse marineschepen 5174 aanvallen met dieptebommen uitgevoerd. Er werden 85 onderzeeboten vernietigd en dus minder dan 2% van de aanvallen was succesvol. Met de inzet van de Hedgehog en Squid verbeterde dit aanzienlijk, met succesratio's van 16% en 25% respectievelijk.